# Azaila
Azaila – gmina w Hiszpanii, w prowincji Teruel, w Aragonii, o powierzchni 81,44 km². W 2011 roku gmina liczyła 133 mieszkańców.